# Rååns dalgång
Rååns dalgång är ett naturreservat som omfattar dalen kring Råån från Raus kyrka till Gantofta.

## Beskrivning
Dalsidorna är ibland mycket kraftfullt markerade i en u-form och biflödena bildar vid sina anslutningar små bidalar till huvuddalen. På de platser där dalsidorna är mindre branta är marken ofta uppodlad och mellan dalsidorna och ån har en nedre platå bildats. Denna bestod ursprungligen av våtmarker, men har genom tiderna utdikats och använts som åker- och betesmark. Sedan 1990-talet har man verkat för att återskapa våtmarker i dalen och har sedan projektets start skapat ett 50-tal nya våtmarker. Våtmarkerna har gett upphov till ett rikt djurliv med flera arter av insekter, grodor och fåglar.
Berggrunden består av Helsingborgslager i följden sandsten, sandstensskiffer, lertjärnstenar, skifferleror, rena leror och kolskikt. Marken innehåller rikliga mängder växtfossil och berggrunden har bildats i epoken Rät-Lias under juraperioden. Över berggrunden återfinns olika sorters moräner med inslag av lera.
Ursprungligen växte lövskog längs dalens sidor, som dock genom tiderna avverkats, även om vissa skogsområden ännu finns bevarade. Längs åns kanter finner man låglänta alkärr som översvämmas vid högvatten. Längs sluttningarna dominerar blandlövskog bestående av ek, alm, ask och bok. Den tidiga uppodlingen av dalgången, troligen mest i form av slåtterängar, har lämnat spår i området i form av bredbladiga gräs som långsvingel, samt inslag av lundalm. Andra arter som utgör markvegetationen är främst skogsbingel, kirskål, rödblära, liljekonvalj och hallon. I ån växer jättegröe, bladvass och igelknopp medan marken i skogspartierna under våren täcks av vitsippor, gulsippor och svalört.

## Media
- Flygfilm över Rååns dalgång.